# ريتشارد سوبيرغ
ريتشارد سوبيرغ (بالسويدية: Richard G:son Sjöberg)‏ هو منافس ألعاب قوى سويدي، ولد في 20 سبتمبر 1890 في كارلسكرونا في السويد، وتوفي في 14 سبتمبر 1960.

## وصلات خارجية
- ريتشارد سوبيرغ على موقع أوليمبيديا (الإنجليزية)
- ريتشارد سوبيرغ على موقع اللجنة الأولمبية السويدية (السويدية)